# کوستنتس (روستا)
کوستنتس (به بلغاری: Kostenets) یک منطقهٔ مسکونی در بلغارستان است که در شهرستان کوستنتس واقع شده‌است. کوستنتس  ۴٬۰۲۵ نفر جمعیت دارد و ۶۸۹ متر بالاتر از سطح دریا واقع شده‌است.